# Saint-Valbert
Saint-Valbert è un comune francese di 228 abitanti situato nel dipartimento dell'Alta Saona nella regione della Borgogna-Franca Contea.
Nei pressi (Ru du Rôge) si trova l'"Eremitaggio di san Valdeberto", utilizzato per 9 anni dal monaco-eremita san Valdeberto di Luxeuil, successore poi come abate nell'Abbazia di Luxeuil di sant'Eustasio, tappa odierna di una processione colombaniana da Luxeuil-les-Bains.

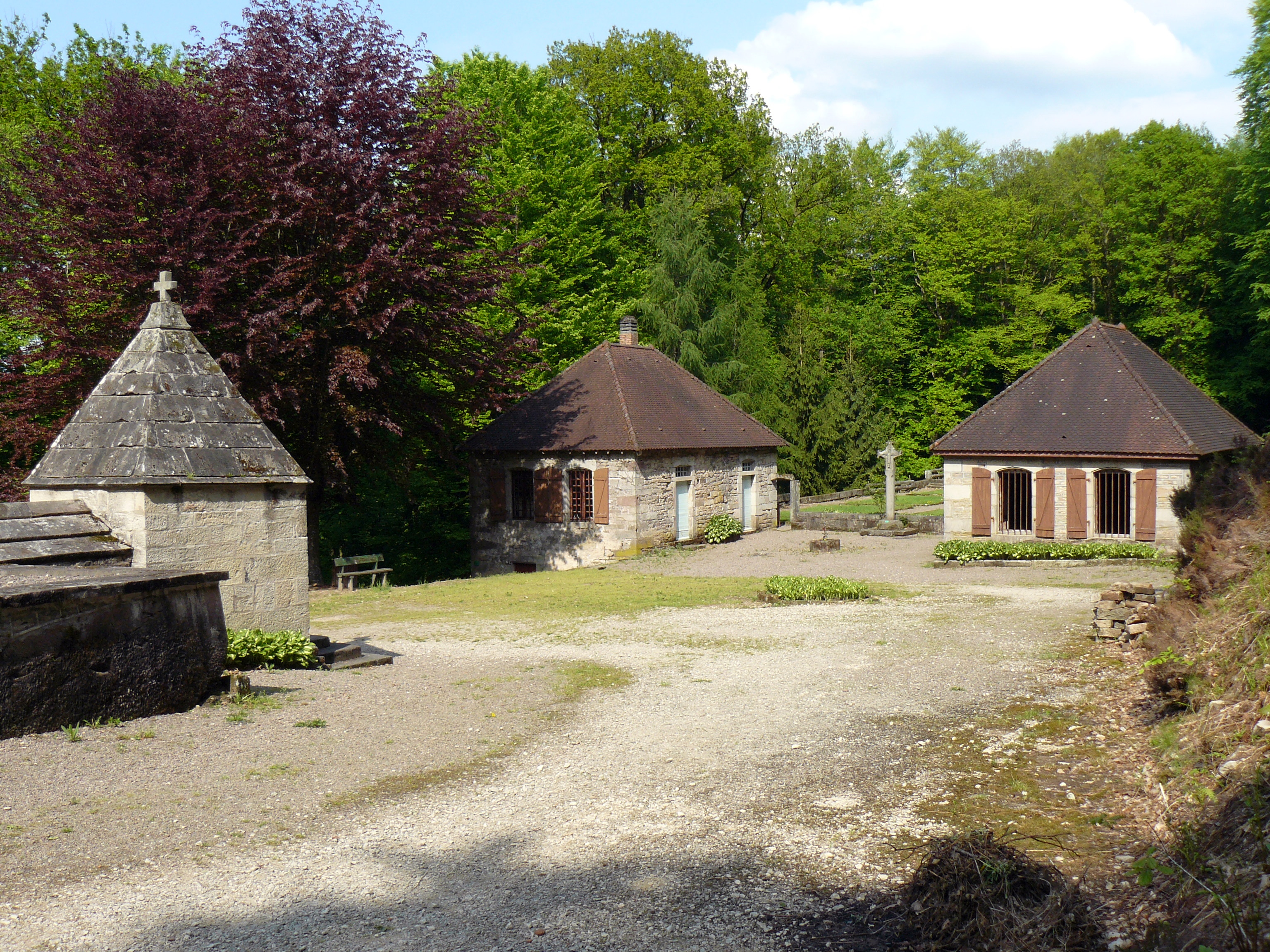
L'eremitaggio di san Valdeberto.
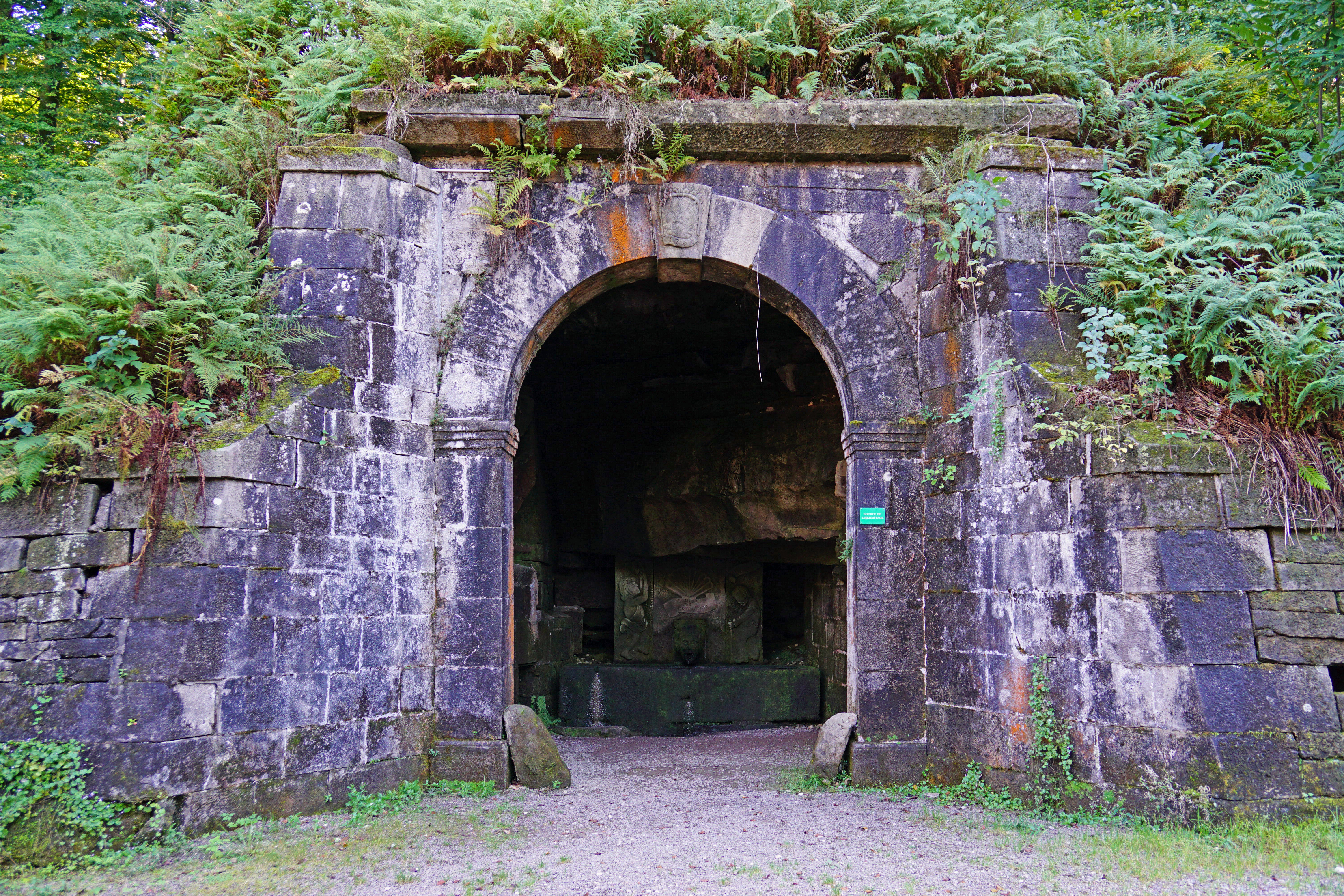
L'entrata all'eremo.
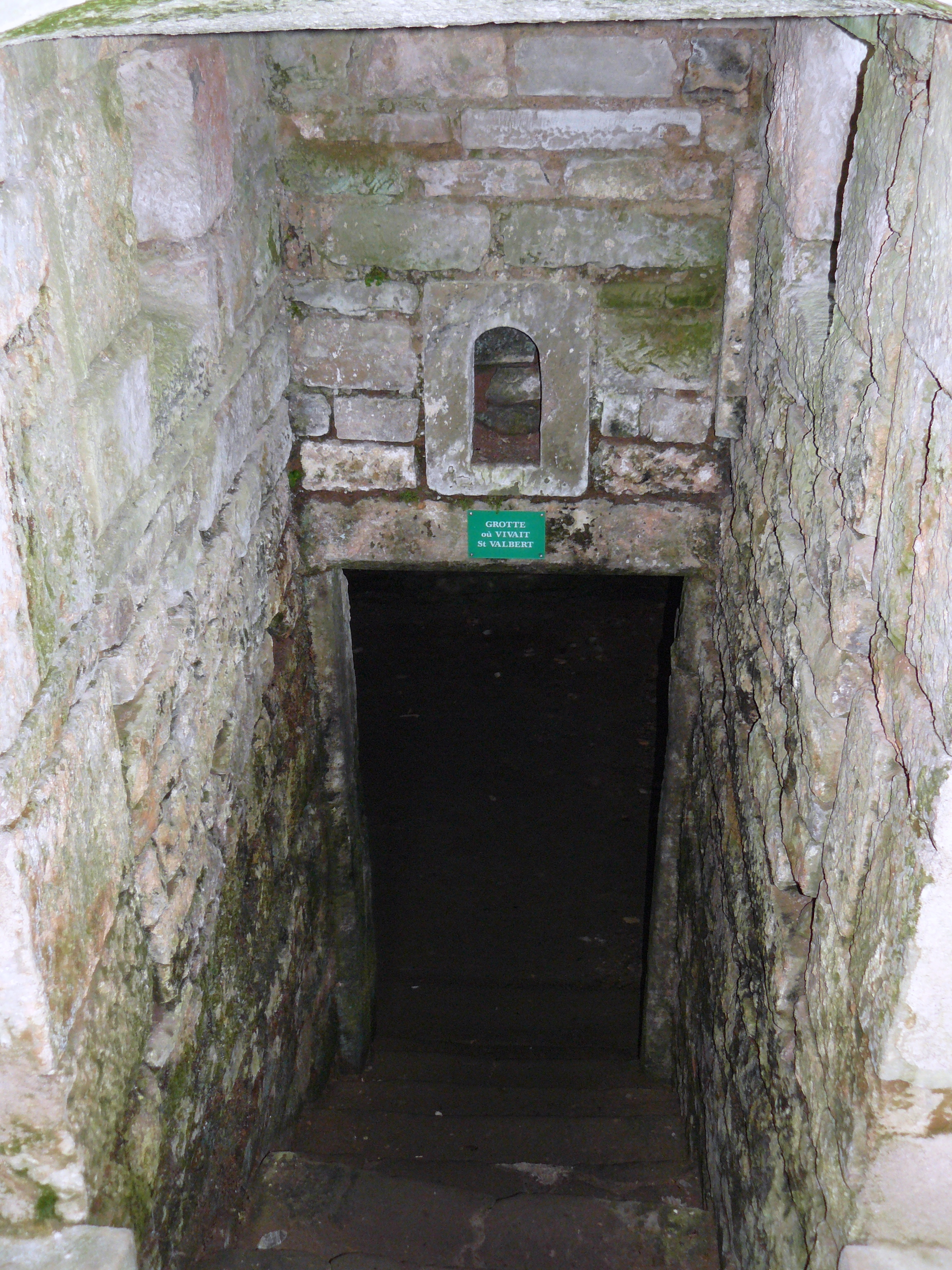
Entrata alla grotta di san Valdeberto.
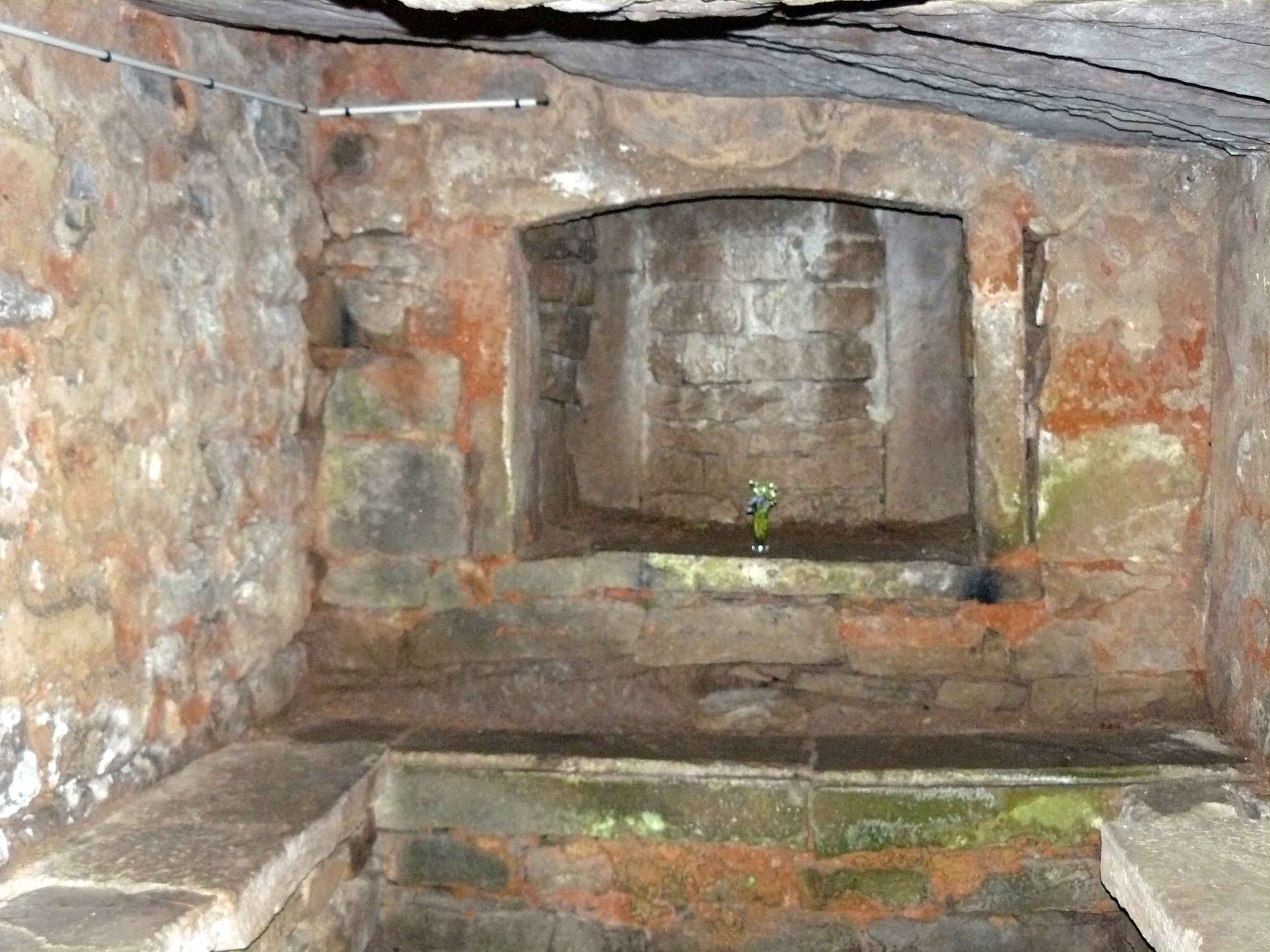
Interni della grotta di san Valdeberto.

## Società

### Evoluzione demografica
Abitanti censiti